# Prix Blanche-Roullier
Pour les articles homonymes, voir Roullier.
Le prix Blanche-Roullier est un prix de peinture décerné annuellement par le Salon des artistes français. Il a été fondé par Blanche Roullier (1857-1933), artiste peintre.

## Contexte
Prix annuel de cinq mille trois cents francs, fondé par Mlle Blanche Roullier, en faveur d'une artiste pastelliste exposant au Salon de l'année.

## Lauréats
- 1936 - Suzanne Hurel.
- 1937 - Henriette Damart.
- 1938 - Gabrielle Berrhagorry-Suair.
- 1939 - Germaine Hébrard.
- 1941 - Thérèse Geraldy.
- 1942 - Jeanne Philippar-Quinet.
- 1943 - Marguerite Martinet.
- 1944 - Germaine Hébrard.
- 1961 - Suzanne Morel-Montreuil, pastelliste, aquarelliste[2], pour le pastel "Vase de Chine".
- 1964 - Suzanne Morel-Montreuil, pastelliste, aquarelliste[2], pour "Paysanneries".
- 1965 - Geneviève de San Lazaro[3].
- 1966 - René Esnault[4]
- 1967 - Suzanne Morel-Montreuil, pastelliste, aquarelliste[2], pour le pastel "Le Vieux chaudron".
- 1969 - Suzanne Morel-Montreuil, pastelliste, aquarelliste[2], pour la "Nature morte au faisan".
- 1972 - Marguerite Pauvert[5]
- 1975 - Geneviève de San Lazaro[6].
- 1976 - Marguerite Charransol.
- 1977 - Daniel Deparis.
- 1978 - Gabrielle Bellocq, pastelliste[7].
- 1979 - Gabrielle Bellocq, pastelliste.
- 1980 - Gabrielle Bellocq, pastelliste.
- 1983 - Gabrielle Bellocq, pastelliste.
- 1998 - Jacqueline Lipszyc.
- 2003 - Dinelli, sculpteur, pastelliste.
- 2004 - Brigitte Monerie, pastelliste, peintre acrylique.
- 2006 - Gueorgui Chichkine, pastelliste.